# Heinrich Tuschl von Söldenau

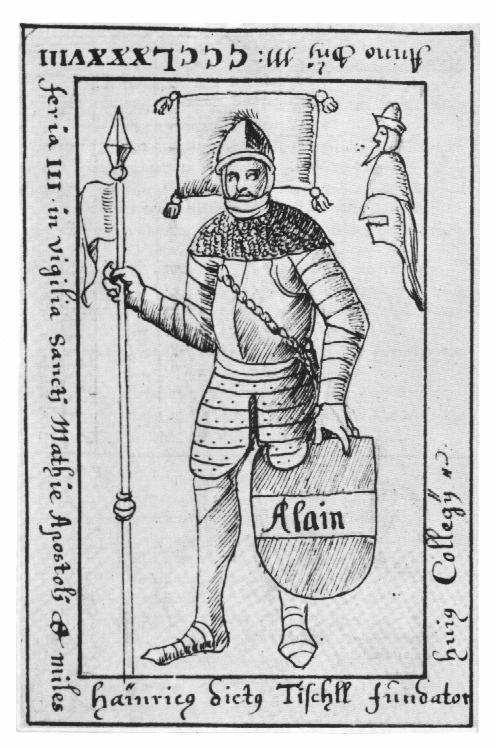
Heinrich Tuschls verschollener Grabstein, nach einer Zeichnung im Grabsteinbuch des Freisinger Bischofs.

Ritter Heinrich Tuschl von Söldenau († 19. Februar 1376 angeblich auf Saldenburg) war ein Sohn Schweikers I. Tuschl und Kunigund von Singheim. Heinrich entstammte dem niederbayerischen Geschlecht der Tuschl. Er ging als „Ritter Allein“ in die gleichnamige, berühmte, niederbayerische Sage ein.

## Leben und Wirken
Heinrich Tuschl galt im 14. Jahrhundert als einer der vermögendsten Edelleut seiner Zeit im Passauer und Vilshofener Raum.
Am 13. Dezember 1340 schließen Hartlieb von Jahenstorf und Heinrichs Vater, Schweiker Tuschl von Söldenau, einen Vertrag über die Verheiratung ihrer Kinder.
Wohl in den 1340er Jahren war Heinrich Tuschl auf Pilgerfahrt im Heiligen Land. Von dort fließen architektonische Eindrücke in den Bau der Saldenburg mit ein.
Als bayerischer Gefolgsmann stand er Herzog Stephan II. von Niederbayern-Landshut im bayerisch-österreichischen Krieg im Kampf um Tirol zur Seite. Auch 1357 war Heinrich auf Herzog Stephans Seite bei der Fehde mit Erzbischof Ortolf von Salzburg. Ein Jahr später ist Heinrich einer von vier herzoglichen Räten, denen die Erhebung und Verwendung von Steuern übertragen wird.
Im Jahr 1364 belagerte Heinrich gemeinsam mit Herzog Albrecht von Straubing-Holland die an Österreich seit 1356 verpfändete Stadt Schärding, allerdings erfolglos. Im selben Jahr fielen zwischen 400 und 500 Schärdinger Bürger im Raum Neukirchen am Inn in das bayerische Herzogtum ein. Heinrich stellte sich mit 46 Mann bei Königseck (Königsdobl) den Angreifern entgegen und schlug die Schärdinger erfolgreich in die Flucht.
Im Jahre 1366 stiftete Heinrich in Preying ein Benefizium und übertrug es dem Kloster Altenmarkt bei Osterhofen.
Zwei Jahre später erhielt Heinrich, am 24. Juni 1368, von Graf Leopold von Hals den Auftrag eine Burg im bayerischen Wald zu errichten. Diese sollte zum Schutz des wichtigen Handelsweg des Goldenen Steigs dienen. Die benötigten Gebiete bei Saldenburg wurden Heinrich daraufhin als Lehen übertragen und er errichtete die Feste Saldenburg. Die Feste blieb bis zu seinem Tod in Besitz der Tuschl, sein Sohn Schweiker III. verkaufte sie an die bayerischen Herzöge.
1369 tritt Heinrich beim Friedensvertrag von Schärding als Zeuge auf, worin Tirol an Österreich abgetreten wird.
Am 19. Februar 1376 verstarb Heinrich Tuschl angeblich auf der Saldenburg. Er hinterließ ein umfangreiches Testament mit zahlreichen Schenkungen. Unter anderem gründete er darin das Kollegiatstift St. Johannis zu Vilshofen. Die Verteilung seiner weiteren Vermögensverhältnisse ließ er durch sein Testament regeln.

## Testament
Nach seinem Tod hinterließ Heinrich Tuschl von Söldenau ein umfangreiches Testament. Es gilt als eine der bedeutendsten Informationen für die niederbayerische Landes- und Kulturgeschichte. Das Testament wurde im Februar 1376 ausgestellt und umfasst rund 4000 Wörter. Es handelt sich dabei um eine der umfangreichsten Urkunden des 14. Jahrhunderts. Es umfasst allein 73 Punkte über die Verteilung seines Erbes sowie Zahlungs- und Schenkungsverpflichtungen an seinen Sohn Schweiker III. Hochrechnungen des Historikers Karl Wild aus dem Jahre 1960 ergaben, dass der Wert aller Schenkungen des Testaments zusammen einen Betrag von 2 Millionen DM betrugen. Zur Erfüllung des Testaments existieren ebenso drei Urkunden seines Sohnes Schweikers III. aus den Jahren 1376, 1377 und 1378.

## Sage„Ritter Allein“
Um Heinrich Tuschl bildete sich eine detailreiche Sage, in der er als "Ritter Allein" bezeichnet wurde. Dies wird zumeist darauf zurückgeführt, dass eine seiner Ehefrauen ihn verlassen habe. Hierfür gibt es jedoch keinen historischen Beleg. Die Tatsache, dass Heinrich Tuschl seiner letzten Ehefrau die Burg Fürsteneck überlassen hatte, wird zum Teil als Trennung interpretiert. Dies wird jedoch eher der Versorgung der Ehefrau gegolten haben. In einer anderen Theorie wird "Allain" als Verballhornung eines arabischen Übernamens für Heinrich, der sich längere Zeit im Heiligen Land aufgehalten hatte, vermutet.

## Nachkommen
Ritter Heinrich Tuschl von Söldenau war dreimal verheiratet. Zuerst mit Gertraud von Jahenstorf seit Dezember 1340, dann mit N.N. von Ahaim und zuletzt seit 1361 mit Elisabeth Mautner von Katzenberg-Burghausen. Das einzig namentlich bekannte Kind aus diesen Ehen ist sein Sohn Schweiker III. Eine Tochter heiratete Wilhelm von Puchberg.